# Point par pouce
 (19 mai 2020).
Améliorez-le ou discutez des points à vérifier. 
Pour les articles homonymes, voir PPP.
Ne doit pas être confondu avec Pixel par pouce.

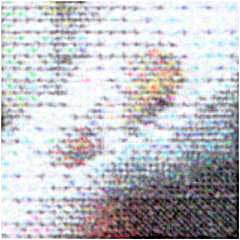
Zoom sur les points produits par une imprimante à jet d'encre pour une qualité « brouillon ». La taille réelle est d’environ 0,64 × 0,64 cm. Les points de couleurs sont visibles sur cette impression à 150 DPI.

Le point par pouce (PPP, en anglais DPI ou dpi (dots per inch)) est une unité de précision communément utilisée pour définir la résolution d'un scanner (on parle de « finesse de numérisation »), d'une imprimante (on parle de « précision de l'impression ») ou d'une souris optique. Plus cette valeur est élevée plus la distance maximum de déplacement  du pointeur de la souris est élevée par rapport au mouvement effectué dans la réalité.
Pour un écran d'ordinateur ou un téléviseur, on utilise plutôt l'abréviation ppi (pixel per inch, pixel par pouce, ppp également en français).[réf. nécessaire]
Dans le système métrique, on peut également spécifier ces valeurs en micromètres, en donnant la taille des pixels au lieu de leur concentration. Cette pratique est généralement utilisée en photocomposition.
La trame de base constituant le nappage d'une image numérique, que ce soit en imprimerie ou en photographie numérique, est définie en nombre de PPP ou, en anglais, en DPI (dots per inch).
Elle définit le nombre d'informations constituant une ligne d'un pouce, soit 2,54 cm. Ainsi, une résolution de 2 400 PPP signifie que l'image, en noir et blanc, a une définition de 2 400 points, blancs ou noirs, sur une longueur de 2,54 cm. Le point, dès lors, mesure 25 400 μm / 2 400 = 10,583 μm qui sera le détail le plus petit possible de l'image.
Pour une photographie numérisée destinée à l'impression, il est d'usage de l'échantillonner à 5 000 DPI car celle-ci sera tramée lors de l'impression (ce ne sont plus des tons continus qui la formeront mais un maillage de points plus ou moins gros et espacés en fonction de la densité de couleur attendue), à une valeur variant de 133 à 175 LPI (lines per inch : « lignes par pouce ») définissant la finesse de la trame. Le point de définition sera alors plus grossier. Les valeurs élevées (de 1 200 PPP à 8 000 et plus) sont destinées aux dessins vectoriels, au trait, ou pour le traitement d'images à très haute résolution destinées à être reproduites ensuite sur films de projection (diapositives).

## Choix du nombre de pixels de la photo à visionner sur écran et PPP
Lors du visionnement des photos sur un écran, il est inutile que l'image possède un nombre de pixels qui soit supérieur à la définition de l'écran (à titre indicatif, pour un écran de définition 1920 × 1080, soit 2,07 Mpx) si l'on n'effectue aucun zoom. Dans le cas où l'image possède plus de pixels que l'écran, il est possible de voir les détails en affichant l'image en taille réelle. Il est alors nécessaire pour voir différentes parties de l'image de déplacer la zone de visualisation. Par contre, si la photo a moins de pixels que l'écran, la photo ne remplira pas celui-ci (cas de la conservation du DPI de la photo), ou bien elle s'affichera en plein écran avec une perte de qualité à cause de la baisse de la résolution de l'image engendrée par l'agrandissement de chacun de ses pixels.
Quand on s'éloigne d'une image, l'œil ne distingue plus deux pixels côte à côte mais voit un dégradé continu, d'où la perception d'une image nette. En général, on s'éloigne davantage devant une grande télévision par rapport à une petite, en conséquence la résolution (en PPI) peut être moins importante.
Exemple sur les télévisions et moniteurs commercialisées :[pertinence contestée]
- une télévision de 37 pouces de diagonale ayant une définition de 1920 × 1080 a un DPI de 60 en largeur et hauteur, 1 080 pixels / (46 cm / 2,54 cm) = 60 DPI. Il chute à 44 DPI pour un écran de 50 pouces (1920 × 1080) ;
- un moniteur de 17 pouces (1280 × 1024) a un DPI de 96 et un moniteur de 19 pouces a un DPI de 87.

## DPI, photographie, et erreurs courantes

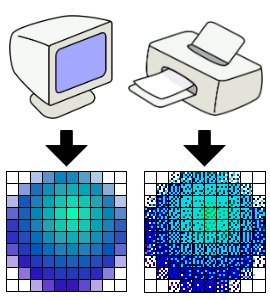
Une image de 10 × 10 pixels sur un écran d'ordinateur nécessite généralement beaucoup plus de points pour reproduire l'image avec une imprimante, à cause du nombre limité de couleurs disponibles avec des cartouches d'encre (combinaisons de cyan, magenta, jaune et noir). Sur cette image, l'imprimante utilise un quadrillage de 60 × 60 points, soit 36 fois la densité originale afin de compenser la faible variété de couleurs de l'imprimante. Vue de loin (en fait à une distance normale), l'image imprimée est la même que celle affichée à l'écran. On mesure la densité de pixels sur l'écran en pixels par pouce (ppi) et la densité de points sur l'image imprimée en points par pouce (dpi).

Les DPI n'ont de sens qu'au moment d'imprimer une image sur un support physique. Les pixels par pouce (PPI) vont indiquer combien de pixels seront mis sur un pouce.
Pour mieux comprendre cela, prenons un exemple. Une photo numérique qui fait par exemple 2 000 × 3 000 pixels ne se mesure pas en DPI tant qu'elle n'est que sous forme de fichier. Au moment d'imprimer cette photo, il faut faire correspondre ces pixels avec une taille réelle et physique. Quelle est la taille d'un pixel sur le papier ? C'est précisément ce qu'indiquent les DPI de manière indirecte, soit : le nombre de points qui seront mis sur une longueur d'un pouce. Plus les DPI sont élevés, plus le nombre de points par pouce sera important, plus l'image imprimée sera fine et précise. La règle d'impression basique est de produire des images en environ 300 DPI pour l'impression. Ce chiffre provient du calcul suivant :
Sous la "norme" des 300 DPI, et à partir de 25 cm de distance, un œil humain n'est pas capable de séparer deux pixels contigus, qui semblent alors apparaître comme un seul pixel.
Une image en 300 DPI nous semble donc nette dès 25 cm (ou plus loin). À une distance d'un mètre, l'optimum du rapport entre la qualité perçue et la taille du fichier est 77 DPI. Pour une affiche au format A0 destinée à être vue de très loin, il n'est donc pas besoin d'une résolution aussi élevée que 300 DPI ; les 77 DPI annoncés précédemment seront donc suffisants (Note : la technique d'impression est d'ailleurs particulière, voir offset),.
Attention, les DPI sont très souvent confondus avec les PPI (pixels per inch). L'ambiguïté provient de l'acronyme français identique pour les deux notions : PPP (pixel par pouce, et point par pouce). Seule la notion de PPI est manipulable dans les logiciels de graphisme tels que Gimp ou Photoshop, ce qui est logique, car on ne peut contrôler la « finesse » des têtes d'impression d'une imprimante ou d'un traceur dans un fichier numérique. On peut par exemple passer de 72 à 300 PPI. Sachant que 300 PPI correspondent à 118,11 pixels par centimètre, on peut donc calculer les besoins pour des impressions en 300 PPI :
- pour une photo 10 × 15 cm en 300 PPI, il faut 2,1 Mpx (1 181 × 1 772) ;
- une photo 20 × 30 cm en 300 PPI nécessite quant à elle 8,4 Mpx (2 362 × 3 543).

## Images sur Internet
Le PPI de l'image est dépendante de la résolution de l'écran.
La taille (exprimée en octets) des images présentes sur Internet augmente du fait de l'élévation du nombre de pixels et d'une compression moins forte des images. Ceci est la conséquence de l'augmentation de la taille des écrans et du débit binaire Internet qui ne fait que croître.
Une vignette qui fait 640 × 480 pixels est d'une taille relativement standard pour une utilisation Internet. Avec ce nombre de pixels, l'image occupe 23 % d'un écran en 1280 × 1024, quelle que soit sa taille réelle une fois imprimée.

## Tableau de conversion
Le tableau ci-dessous donne les équivalents entre les points par pouce (DPI ou pt/in) et les points par centimètre (dpcm ou pt/cm). À titre indicatif, le pas est la distance (arrondie au µm) entre deux points voisins.
| DPI (pt/in) | pt/cm et approximation | Pas (µm) |
| ----------- | ---------------------- | -------- |
| 72          | 28,35 ≈ 30             | 350      |
| 96          | 37,8 ≈ 40              | 265      |
| 150         | 59,06 ≈ 60             | 169      |
| 300         | 118,11 ≈ 120           | 85       |
| 600         | 236,22 ≈ 240           | 42       |
| 900         | 354,33 ≈ 360           | 28       |
| 1200        | 472,44 ≈ 480           | 21       |
| 2400        | 944,88 ≈ 950           | 11       |